# Ludia craggiana
Ludia craggiana är en videväxtart som beskrevs av Z.S.Rogers, Randrian. och J.S.Mill.. Ludia craggiana ingår i släktet Ludia och familjen videväxter. Inga underarter finns listade i Catalogue of Life.